# Rada Gabinetowa

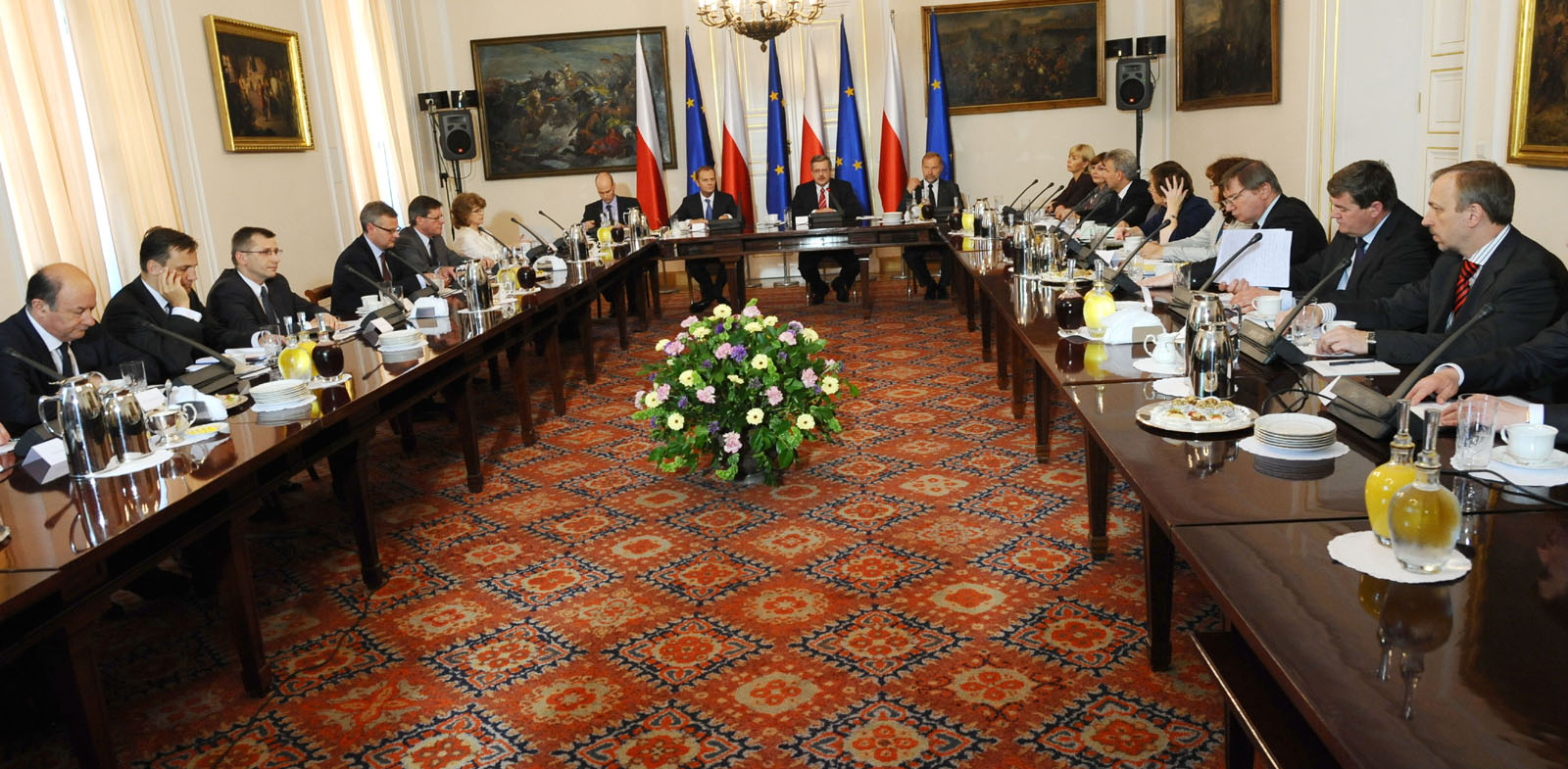
Rada Gabinetowa 10 czerwca 2010

Rada Gabinetowa – polski organ konstytucyjny zwoływany przez Prezydenta Rzeczypospolitej Polskiej dla omówienia spraw szczególnie ważnych dla interesu państwa, składający się z członków Rady Ministrów, obradujących pod przewodnictwem Prezydenta RP. Radzie Gabinetowej nie przysługują kompetencje Rady Ministrów, nie ma możliwości podejmowania wiążących decyzji. Zakres jej funkcjonowania obejmuje raczej wspieranie i inicjowanie poczynań rządu przez Prezydenta. Podstawę prawną powołania Rady Gabinetowej stanowi art. 141 Konstytucji Rzeczypospolitej Polskiej.
W latach 1992–1997, podczas obowiązywania Małej konstytucji, Prezydent RP posiadał uprawnienie do zwoływania i przewodniczenia posiedzeniom Rady Ministrów w sprawach szczególnej wagi.

Art. 141.
1. W sprawach szczególnej wagi Prezydent Rzeczypospolitej może zwołać Radę Gabinetową. Radę Gabinetową tworzy Rada Ministrów obradująca pod przewodnictwem Prezydenta Rzeczypospolitej.
2. Radzie Gabinetowej nie przysługują kompetencje Rady Ministrów.

Instytucję tę wprowadziła do polskiego porządku konstytucyjnego Mała Konstytucja RP z 1947.